# معركة خيرونيا
في عام 338 ق.م قام فيليب المقدوني بمعركة خيرونيا وهي بالقرب من خايرونيا وكان معه ابنه الأسكندر الأكبر حيث كان يبلغ من العمر 17 عام.

## أسباب المعركة
1. رغبة فيلبس في القضاء على قوة الفرس فأراد ان يكوّن جيش من المقدونيين واليونانيين ولكن بشرط ان تكون اليونان تحت السيطرة المقدونية.
2. وبطبيعة الحال انقسم اليونانيون إلى فريقين، فريق ايد رأي فيليب الثاني والفريق الآخر رفضه، وكانت من المدن الأساسية التي ايدت فكرة المعارضة هي اثينا وطيبة.
3. يمكن اعتبار الهدف الأساسي من طلب فيليب هذا هو تكوين إمبراطورية واسعة.
4. بالتالي كان فريق المعارضة يضر بمصالحه ولهذا قام بمعركة خايرونيا واستطاع فيليب الانتصار على اليونانيين.